# Herbert Woratschek
Herbert Woratschek (* 30. April 1955) ist ein deutscher Wirtschaftswissenschaftler. Er war von 1996 bis 2022 Inhaber des Lehrstuhl Marketing & Dienstleistungsmanagement an der Universität Bayreuth. Seine akademische Karriere begann er an der Goethe-Universität Frankfurt am Lehrstuhl von Rudolf Gümbel. Er erhielt Rufe an die Universität Greifswald (1996), Universität Bayreuth (1996), Ruhr-Universität Bochum (2001), Universität Leipzig (2007) und Universität Innsbruck (2007). Seine Forschung und akademische Laufbahn entwickelte sich von der Handelsbetriebslehre, über das Dienstleistungsmanagement hin zum Sportmanagement.

## Forschungsleistung
Sein Beitrag zur Entwicklung in der deutschsprachigen und internationalen Forschung im Dienstleistungsmanagement und Sportmanagement wurde im Rahmen der Festschrift "Perspektiven des Dienstleistungsmanagements" gewürdigt. Durch seine Forschung und die Veröffentlichung des Sport Value Framework hat er maßgeblich Weiterentwicklung des Sportmanagements und der Verbreitung der Service-Dominant Logic und des Paradigmas der Co-Creation von Wert beigetragen.
Im Jahr 2024 wurde ihm von der European Association for Sport Management der Chelladurai Award für seinen signifikanten Beitrag zur Entwicklung des Sportmanagements als akademisches Fachgebiet verliehen. Mit Stefan Roth (Ökonom), Chris Horbel, Bastian Popp (Wirtschaftswissenschaftler) und Tim Ströbel sind einige seiner zahlreichen Schüler inzwischen ebenfalls mit Professuren an nationalen und internationalen Universitäten tätig.
Für seine Verdienste und das herausragende Engagement an der Rechts- und Wirtschaftswissenschaftlichen Fakultät der Universität Bayreuth ist Herbert Woratschek im März 2024 zum Emeritus of Honour ernannt worden.
Mit dem MBA Sportmanagement hat Herbert Woratschek einen weiterbildenden Abschluss mit einem Fokus auf die Sportbranche initiiert, der seit 2010 an der Universität Bayreuth angeboten wird. Seit 2006 ist Herbert Woratschek als Gründer und Geschäftsführer der Sport Management Academy Bayreuth (SMAB) tätig.

## Publikationen
(Auswahl)

### Monografien
- Woratschek, H. (1992). Betriebsform, Markt und Strategie: Ein Modell für die Betriebsform als Handelsmarke. Gabler Verlag, Frankfurt (Main). ISBN 978-3-409-13663-1.
- Woratschek, H. (1998). Preisbestimmung von Dienstleistungen: Markt- und nutzenorientierte Ansätze im Vergleich. Dt. Fachverlag, Frankfurt (Main).  ISBN  3-87150-646-X.
- Böhler, H., Germelmann, C. C., Baier, D., & Woratschek, H. (2022). Marktforschung, 4. Auflage. Kohlhammer, Stuttgart. ISBN 978-3-17-032248-6.

### Zeitschriftenbeiträge
- Woratschek, H. (1996). Die Typologie von Dienstleistungen aus informationsökonomischer Sicht. der markt, 35(1), 59-71. doi:10.1007/BF03032055.
- Woratschek, H., Horbel, C., & Popp, B. (2014). The sport value framework – a new fundamental logic for analyses in sport management. European Sport Management Quarterly, 14(1), 6–24. doi:10.1080/16184742.2013.865776
- Woratschek, H., Horbel, C., & Popp, B. (2019). Determining Customer Satisfaction and Loyalty from a Value Co-Creation Perspective. The Service Industries Journal. doi:10.1080/02642069.2019.1606213
- Horbel, C., Popp, B., Woratschek, H., & Wilson, B. (2016). How context shapes value co-creation: spectator experience of sport events. The Service Industries Journal, 36(11–12), 510–531. doi:10.1080/02642069.2016.1255730